# さるふつ温泉
さるふつ温泉（さるふつおんせん）は、北海道宗谷郡猿払村にあった温泉。

## 泉質
※枯渇前の泉質
- ナトリウム - 塩化物泉
  - 源泉温度31.9℃
  - pH : 9.9

## 温泉街
温泉を利用した入浴施設として国道238号 道の駅さるふつ公園内に日帰り入浴施設「さるふつ温泉」と宿泊施設「ホテルさるふつ」があった。

## 歴史
- 1998年 開湯
- 2009年 2月より、源泉枯渇により、温泉の供給停止。以後は温泉ではなく水道水を沸かして使用している。
- 2010年（平成22年）4月1日、「さるふつ温泉」は「猿払村公衆浴場憩いの湯」と名称を変更した[1]。

## アクセス
- 鉄道 : 宗谷本線音威子府駅下車後、バスで約2時間30分。または宗谷本線南稚内駅下車後、バスで約1時間40分。